# El Peñol
El Peñol este un municipiu din departamentul Antioquia, Columbia.